# عجز
عَجُز یا ضرب در اصطلاح عروض، رکن آخر یا کلمهٔ آخرِ مصراعِ دوم بیت است، مانند «بیاراست» در این بیت منسوب به ناصر خسرو
| روزی ز سر سنگ عقابی به هوا خاست |  | از بهر طمع بال و پر خویش بیاراست |